# Mistrzostwa Polski w Podnoszeniu Ciężarów Mężczyzn 2005
Mistrzostwa Polski w Podnoszeniu Ciężarów Mężczyzn 2005 – 75. edycja mistrzostw, która odbyła się w Malborku w dniach 25–26 czerwca 2005 roku. 

## Wyniki
| Konkurencja: | Złoto:                                  | Wynik         | Srebro:                               | Wynik         | Brąz:                                       | Wynik         |
| 56 kg        | Marcin Makarski Budowlani Opole         | 240 (110+130) | Bartosz Pindel Zawisza Bydgoszcz      | 216 (95+121)  | Damian Wiśniewski Krajna Sępólno Krajeńskie | 210 (93+117)  |
| 62 kg        | Marek Gorzelniak Śląsk Wrocław          | 268 (120+148) | Arkadiusz Ratajczak Zawisza Bydgoszcz | 248 (110+138) | Bogusław Sanocki Opocznianka Opoczno        | 245 (108+137) |
| 69 kg        | Marcin Gruszka Stal Ostrów Wielkopolski | 285 (130+155) | Marcin Dyka Śląsk Wrocław             | 276 (118+158) | Wojciech Natusiewicz Okęcie Warszawa        | 275 (120+155) |
| 77 kg        | Krzysztof Szramiak Budowlani Opole      | 345 (155+190) | Piotr Chruściewicz Start Otwock       | 303 (130+173) | Tomasz Leks Tarpan Mrocza                   | 303 (138+165) |
| 85 kg        | Sebastian Pawlikowski HKS Szopienice    | 339 (155+184) | Paweł Faraś Legia Warszawa            | 333 (150+183) | Leszek Barwiński Flota Gdynia               | 313 (142+171) |
| 94 kg        | Krzysztof Fąfara Zawisza Bydgoszcz      | 341 (151+190) | Ireneusz Chełmowski Zawisza Bydgoszcz | 341 (151+190) | Zbyszko Kienast Zawisza Bydgoszcz           | 331 (148+183) |
| 105 kg       | Robert Dołęga Start Otwock              | 406 (181+225) | Maciej Mąkinia Góral Czarni Żywiec    | 352 (157+195) | Marcin Muziński Mazowia Ciechanów           | 347 (157+190) |
| +105 kg      | Paweł Najdek Budowlani Opole            | 412 (177+235) | Mateusz Lendzioszek Mazowia Ciechanów | 363 (155+208) | Michał Grot Lechia Gdańsk                   | 310 (145+165) |